# 주재황
주재황(朱宰璜, 1918년 ~ 2010년)은 대한민국의 법조인이다. 대법원 판사, 중앙선거관리위원회 위원장, 헌법위원회 위원장 등을 지냈다.

## 학력
- 1942년 경성제국대학 법문학 학사

## 경력
- 1946년 서울대학교 조교수
- 1949년 고려대학교 부교수
- 1950년 서울중앙지방검찰청 검사
- 1961년 서울고등검찰청 검사
- 1961년 서울고등법원 부장판사
- 1962년 서울지방법원 수석부장판사
- 1963년 서울형사지방법원 법원장
- 1963년 서울민사지방법원 법원장
- 1968년 대법원 판사
- 1968년 2월 ~ 1973년 1월 제2대 중앙선거관리위원회 위원장
- 1973년 1월 ~ 1978년 1월 제3대 중앙선거관리위원회 위원장
- 1978년 1월 ~ 1981년 4월 제4대 중앙선거관리위원회 위원장
- ~ 1988년 헌법위원회 위원장
- 동대문합동법률사무소 변호사
- 청조근정훈장 수훈
- 국민훈장 무궁화장 수훈
- 국립대전현충원 국가사회공헌자묘역 안장